# ГЕС Пєуенче
ГЕС Пєуенче (ісп. Pehuenche) — гідроелектростанція в центральній частині Чилі у регіоні Мауле (VII Регіон). Знаходячись між ГЕС Лома-Альта (вище за течією) та ГЕС Колбун і ГЕС Чібурго (живляться з одного водосховища), входить до складу каскаду каскаду на річці Мауле, яка впадає до Тихого океану в місті Констітусьон.
Накопичення ресурсу для роботи станції організували в долині річки Меладо, лівої притоки Мауле. Для цього звели земляну греблю висотою 90 метрів та довжиною 310 метрів, яка потребувала 3,65 млн м3 матеріалу. Вона утримує водосховище Меладо з об'ємом 133 млн м3 (корисний об'єм 33 млн м3) та можливим коливанням рівня поверхні між позначками 639,5 та 648 метрів НРМ. Наповнення сховища відбувається передусім за рахунок деривації з Мауле. Для цього на останній звели греблю довжиною 370 метрів, яка включає 6 водопропускних шлюзів для скидання надлишкової води та спрямовує ресурс до дериваційного каналу, що має довжину 0,45 км, ширину по дну 5 метрів та глибину 5,3 метра. Він переходить у прокладений під водорозділом між Мауле та Меладо тунель довжиною 6,8 км з діаметром 7,25 метра.
Від сховища Меладо вода подається у напрямку машинного залу через тунель довжиною 6,6 км та діаметром 8,7 метра. Після балансувального резервуару діаметром 20,5 метра та висотою 81 метр, під'єднаного до тунелю ділянкою з діаметром 7,5 метра, починається напірний тунель довжиною понад 0,5 км (в тому числі шахта глибиною 157 метрів) зі спадаючим діаметром від 8,5 до 5 метрів. Ресурс спершу надходить до підземного вузла запобіжних клапанів (розміри приміщення 63х11 метрів при висоті 19 метрів), а далі потрапляє у так само підземний машинний зал (розміри 96х23 метри при висоті 29 метрів).
Основне обладнання станції становлять дві турбіни типу Френсіс загальною потужністю 570 МВт, які при напорі у 206 метрів забезпечують виробництво 2283 млн кВт-год електроенергії на рік.
Відпрацьована вода повертається в річку по відвідному тунелю довжиною 0,2 км з перетином 11х15 метрів, який переходить у канал довжиною 1 км.
Видача продукції відбувається по ЛЕП, розрахованій на роботу під напругою 220 кВ.